# Quỹ Con đường Tơ lụa
Quỹ Con đường Tơ lụa (tiếng Trung Quốc: 絲路基金) là quỹ đầu tư nhà nước mà chính phủ Trung Quốc ấp ủ để đẩy mạnh đầu tư vào các nước thuộc kế hoạch Một vành đai, Một con đường, sáng kiến phát triển kinh tế trên khu vực lục địa Á-Âu. Chính phủ Trung Quốc đã cam kết chi ra $40 tỉ đô la Mỹ cho việc thành lập quỹ này ngày 29 tháng 12 năm 2014.

## Đầu tư
- Một phần trong nguồn vốn khởi đầu của quỹ được dành để đầu tư xây dựng tuyến đường sắt khổ tiêu chuẩn hiện đại nối liền Nairobi và Mombasa.[2]
- 1,65 tỉ đô la Mỹ dành để đầu tư cho dự án thủy năng Karot và các dự án thủy năng khác thuộc Hành lang kinh tế Pakistan - Trung Quốc[1]
- Nắm giữ 9,9% dự án Yamal LNG, dự án khí hóa lỏng ở Sabetta, phía Đông Bắc Bán đảo Yamal, từ Novatek[3]